# Ziproxy
Ziproxy — перенаправляющий, некэширующий HTTP-прокси, предназначенный для оптимизации трафика. Суть работы программы заключается в пересжатии изображений (таких как JPEG, GIF, PNG, JPEG 2000), сжатие текста с помощью gzip и оптимизация HTML/JS/CSS.
Дополнительные возможности:
- работа в режиме прозрачного прокси-сервера;
- «опережающее» разрешение DNS-имён серверов, на которые есть ссылки в HTML-файлах.

Существует вариант использования Bfilter перед Ziproxy для удаления рекламы.